# Dimeryzacja

Dimeryzacja tlenku etylenu do dioksanu

Dimeryzacja – reakcja chemiczna (rodzaj polimeryzacji), w której dwa monomery łączą się w dimer (często w obecności katalizatora). Przykładem tej reakcji może być kondensacja trimetylosilanolu:
Me3SiOH + HOSiMe3 → Me3SiOSiMe3 + H2O